# 白口尾甲鰺
白口尾甲鰺（学名：Uraspis uraspis），又名瓜仔、正沖鰺，为輻鰭魚綱鱸形目鱸亞目鰺科尾甲鰺屬下的一个种。分布於印度西太平洋區，從紅海、波斯灣至夏威夷群島，北起日本琉球群島，南迄澳洲北部海域，深度20-130公尺，體長可達28公分，主要棲息在大陸棚，屬肉食性，以底棲性甲殼類及頭足類為食，可做為食用魚。